# قياس اقتراني
القياس الاقتراني نقيض الاستثنائي، وهو ما لا يكون عين النتيجة ولا نقيضها، مذكورا فيه بالفعل، كقولنا الجسم مؤلف، وكل مؤلف محدث، ينتج: الجسم محدث، فليس هو ولا نقيضه مذكورا في القياس بالفعل.